# Mati, Hy Lạp
Mati (Tiếng Hy Lạp: Mάτι, có nghĩa là "con mắt") là một làng ở Hy Lạp. Khu làng này tọa lạc tại bờ phía đông của vùng Attica, 29 kilômét (18 mi) về phía đông Athens, và là một khu nghỉ dưỡng nổi tiếng.

## Tổng quan
Mati là một địa điểm du lịch nổi tiếng với nhiều khách sạn, nhà hàng hải sản, nhà hàng kiểu Hy Lạp, quán cà phê, quán rượu, câu lạc bộ đêm, rạp chiếu phim ngoài trời, các bãi biển và nhiều bến duy thuyền. Bến cảng gần Rafina phục vụ như một lối ra biển Aegea và nó được sử dụng thường xuyên cho du khách để tiếp cận nhiều hòn đảo của Hy Lạp. Dãy núi Penteli, được bao phủ bởi rừng, nằm ở phía tây và tây nam của Mati. Các bãi biển bao phủ phần phía đông với các nhà hàng, khách sạn, nhà hàng kiểu Hy Lạp nằm dọc bờ biển.
Mati bị ảnh hưởng nặng nề bởi vụ cháy rừng vào ngày 23 tháng 7 năm 2018, đã khiến 99 người chết và hơn 172 người bị thương. Hàng ngàn phương tiện và nhà cửa bị phá hủy, làm cho Mati và các ngôi làng lân cận gần như bị thiêu rụi hoàn toàn.

## Địa lý
Mati nằm ở phía đông của dãy núi Penteli, trên đại lộ Marathonas Avenue ở phía bắc Rafina và phía nam Nea Makri. Mati nằm cách khoảng 30 km (19 mi) về phía đông trung tâm thành phố Athens.

## Đường bộ và đường biển
Thị trấn này có thể được tiếp cận thông qua đại lộ Marathonos Avenue (EO54) về phía tây hoặc qua dãy núi Dionissos ở phía Tây Bắc Athens.
Mati có vị trí nằm gần cảng Rafina, nơi phục vụ như một trung tâm địa phương cho các chuyến phà chở khách đến quần đảo Cyclades trong kỳ nghỉ.